# Xylopia pacifica
Xylopia pacifica este o specie de plante angiosperme din genul Xylopia, familia Annonaceae, descrisă de Albert Charles Smith. Conform Catalogue of Life specia Xylopia pacifica nu are subspecii cunoscute.